# Глинск (Голуэй)
Глинск (англ. Glinsk; ирл. Glinsce) — деревня в Ирландии, находится в графстве Голуэй (провинция Коннахт).